# 니우아포오우어
니우아포오우어(Niuafoʻou)는 통가의 최북단 섬인 니우아포오우섬의 언어이다. 폴리네시아어군에 속한다.
전통적으로 니우아포오우어는 왈리스어(동우베아어)와 가장 가까운 관계이며 핵심 폴리네시아어군에 속한다고 여겨져 왔다. 그러나 최근의 연구에 의하면 통가어와 가장 가까운 관계로서 통가어군에 속할 가능성도 있다. 니우아포오우어는 지금도 통가의 공용어인 통가어로부터 많은 영향을 받고 있으며, 통가어 및 왈리스어와 상당 부분 상호 의사 소통이 가능하다.
1946년 니우아포오우섬의 화산 분화로 인해 1300명 인구 전체가 에우아섬으로 대피한 일이 있었다. 이 가운데 약 절반 정도가 니우아포오우섬으로 돌아왔고 나머지는 에우아섬에 정착했다.

## 음운론
니우아포오우어의 음소 목록은 이웃 언어인 통가어나 서우베아어와 같다.
|        | 순음 | 치경음 | 연구개음 | 성문음 |
| ------ | ---- | ------ | -------- | ------ |
| 비음   | m    | n      | ŋ        |        |
| 파열음 | p    | t      | k        | ʔ      |
| 마찰음 | f v  | s      |          | h      |
| 설측음 |      | l      |          |        |

|        | 전설 | 중설 | 후설 |
| ------ | ---- | ---- | ---- |
| 고모음 | i    |      | u    |
| 중모음 | e    |      | o    |
| 저모음 |      | a    |      |

강세 없는 모음은 중설중모음화되는 경향이 있다. /i/와 /u/는 특정 환경에서 무성음화된다. 음소 /t/는 설첨 치경 탄음 /ɾ/로 소리나기도 한다. /h/는 어두에서만 [h]로 소리나고, 어중에서는 [ɦ] 또는 [x]로 소리난다.
니우아포오우어의 음절구조는 (C)V이다. 그러나 다른 언어의 영향 및 모음 무성음화로 인해 자음군을 허용하는 쪽으로 변하고 있다.
강세는 단어의 뒤에서 두 번째 음절에 온다. 단음절어는 혼자서 음운론적 단어를 이루지 못하며, 이웃한 단어에 붙어 음운론적 단어를 이룬다. 또한 통가어와 같이, 한정 명사구의 마지막 단어의 강세는 마지막 음절로 이동한다. 이를 한정 강세(definitive stress)라 부른다.
- fale 집; falé (그) 집
- tangata lahi 큰 사람; tangata lahí (그) 큰 사람

니우아포오우어 표기법은 통가어와 비슷하다. /ŋ/은 ‹ng›로 적고 /ʔ/는 ‹ʻ›로 적는다(오키나 참고). 한정 강세를 받는 모음은 양음 부호(á é í ó ú)로 표시한다.

## 참고 문헌
- Tsukamoto, Akihisa (1988). 《The language of Niuafoʻou Island》 (학위논문). The Australian National University. 2018년 4월 20일에 확인함.